# 井上節子
井上 節子（いのうえ せつこ、1946年9月16日 - ）は、日本の元バレーボール選手。1968年メキシコオリンピックバレーボール女子銀メダリスト。

## 球歴
- 全日本代表 - 1968年
- ユニバーシアード日本代表 - 1965年、1967年
- 全日本代表としての主な国際大会出場歴

オリンピック - 1968年

## 所属チーム
- 渋谷女子高校
- 東京女子体育短大
- 日立武蔵（1967-1969年）